# Rhipidia tabescens
Rhipidia tabescens är en tvåvingeart som beskrevs av Günther Enderlein 1912. Rhipidia tabescens ingår i släktet Rhipidia och familjen småharkrankar. Inga underarter finns listade i Catalogue of Life.